# Hu-Guang Huiguan in Chongqing

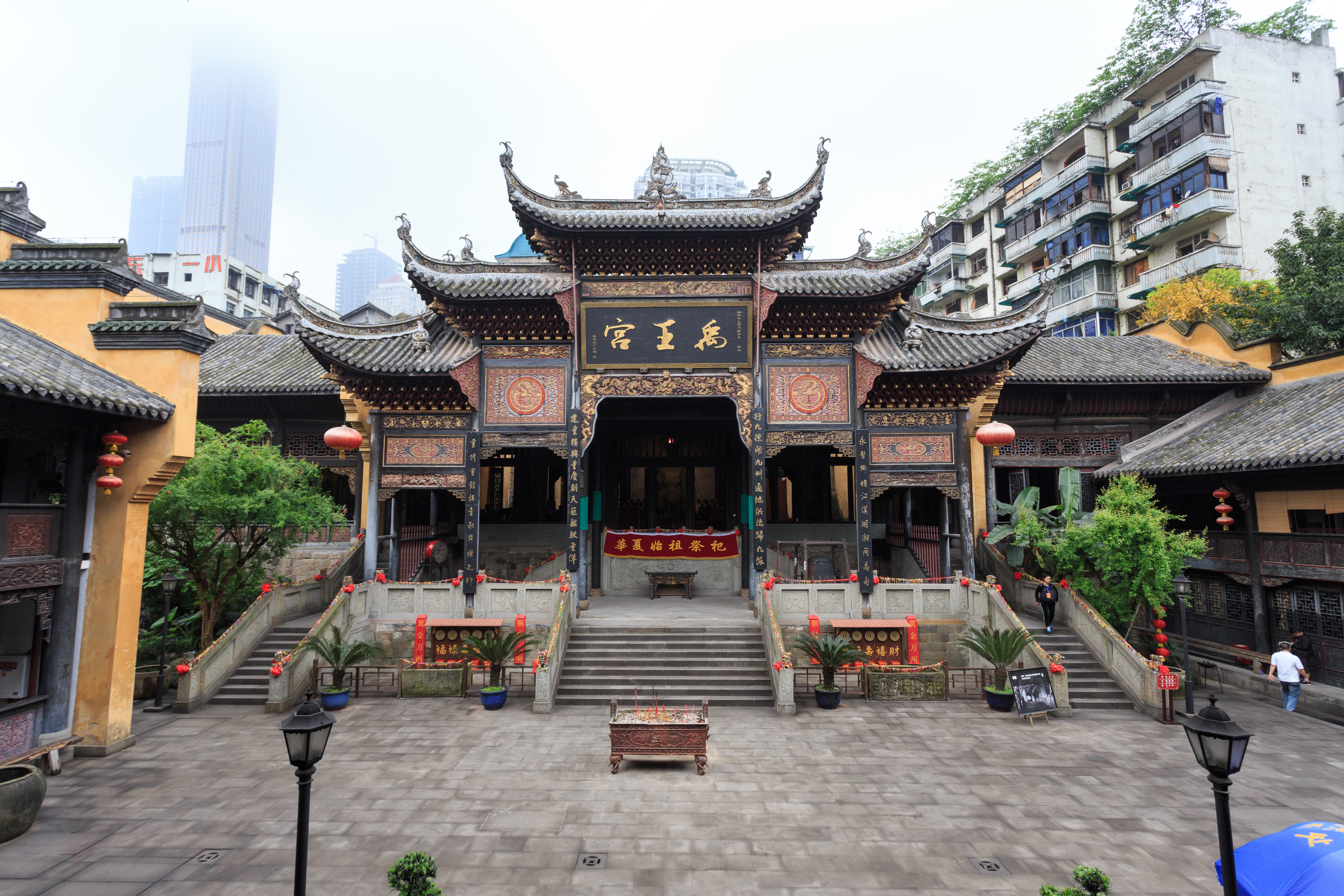
Hu-Guang Huiguan in Chongqing

Die Hu-Guang Huiguan in Chongqing (chinesisch 重慶湖廣會館 / 重庆湖广会馆, Pinyin Chóngqìng Hùguǎng Huìguǎn) sind die Versammlungshäuser (Huiguan), die von den Migranten und Kaufleuten aus Hunan, Hubei sowie Guangdong im 18. und 19. Jahrhundert in Chongqing errichtet und benutzt wurden. Sie sollten nicht mit dem Hu-Guang Huiguan in Peking (北京湖廣會館 / 北京湖广会馆,  Běijīng Hùguǎng Huìguǎn) oder anderen Städten verwechselt werden.

## Entstehung
Der Chongqinger Hu-Guang Huiguan ist als Zuwanderer-Huiguan, ein Versammlungshaus bzw. Treffpunkt der Zuwanderer, entstanden.
Gegen Ende der Ming- und zu Anfang der Qing-Periode war durch Kriegswirren, Seuchen und Naturkatastrophen die Einwohnerzahl Sichuans stark zurückgegangen. Befördert durch politische und wirtschaftliche Maßnahmen setzte eine Migrationsbewegung innerhalb Chinas ein, die in der chinesische Geschichte als „Hu-Guang tian Sichuan“ (湖廣填四川 / 湖广填四川,  Hú-Guǎng tián Sìchuān – „das Auffüllen Sichuans durch Hunan, Hubei sowie Guangdong, Guangxi“), die „Wiederbevölkerung Sichuans durch Population aus Hunan, Hubei sowie Guangdong, Guangxi“, bezeichnet wird.
In das von Gebirgen umgebene Sichuanbecken führten nur wenige schlechte Straßen. Der Jangtse-Fluss war deshalb der bevorzugte Migrationsweg nach Sichuan. Chongqing, die direkt am Jangtse-Fluss gelegene Stadt, war aus diesem Grunde die erste und wichtigste Anlaufstelle für die Zuwanderer. Die Stadt hatte 1812 bereits mehr als 2,3 Millionen Einwohner, wovon 85 Prozent Migranten waren.
Das erklärt auch die große Zahl von Huiguan, die es in der Stadt gab. Für das Jahr 1892 werden in Chongqing neun Huiguan genannt, die Bevölkerungsgruppen von 12 der 18 Provinzen des damaligen Chinas repräsentierten.
Im Laufe der Zeit hatte sich im Bereich des heutigen Stadtteils Yuzhong am linken Steilufer des Jangtse-Flusses ein sehr großer Huiguan-Komplex herausgebildet, der allgemein als „Hu-Guang Huiguan“ (湖廣會館 / 湖广会馆,  Hùguǎng Huìguǎn) bezeichnet und von den Migranten und Kaufleuten aus Hunan, Hubei sowie Guangdong genutzt wurde. Er bestand aus mehreren Versammlungshäusern, Tempeln, Theatern, Wohnhöfen usw. Es war ein Komplex, der in seiner architektonischen Vollkommenheit weder in Chongqing noch in Sichuans Provinzhauptstadt Chengdu seinesgleichen hatte.

## Verfall
Dauerbombardements und Feuersbrünste in der Stadt Chongqing während der japanischen Invasion, Bürgerkrieg, Barbarei während der sog. „Kulturrevolution“ und unsachgemäße Nutzung, der in der Neuzeit ihrer Funktion beraubten Huiguan, führten zum allmählichen Verfall der Anlagen. Der ungebremste Bauboom in der Stadt drohte darüber hinaus die Anlage endgültig verschwinden zu lassen.

## Restaurierung
Die Abteilung der Stadtverwaltung, die für den Erhalt des kulturellen Erbes zuständig ist, hat in enger Zusammenarbeit mit der Universität Chongqing, dem italienischen Unternehmen „ARS Progetti“, das seit Jahrzehnten auf die Restaurierung von Kulturdenkmälern spezialisiert ist, der Weltbank und dem „Italian Trust Fund for Culture and Sustainable Development“ zusammengearbeitet und für die Restaurierung des „Hu-Guang Huiguan“ und seiner Umgebung gesorgt sowie für seine nachhaltige moderne Nutzung.
„In der Bewegung des 21. Jahrhunderts – zur Rückbesinnung auf die traditionelle chinesische Kultur“ – sind die Relikte der Hu-Guang Huiguan ein einzigartiges Beispiel für die Geschichte und die Kultur der Stadt Chongqing und sollten deshalb erhalten und in die Neugestaltung des alten Stadtteils einbezogen werden.

## Beschreibung
Der Chongqinger „Hu-Guang-Huiguan-Komplex“ liegt auf dem mit etwa mit 30 Grad geneigten Steilhang des linken Jangtse-Ufers. Seine Front weist in Richtung Fluss, rückwärtig wird er von der Stadtmauer begrenzt. Der erhalten gebliebene und restaurierte Komplex besteht aus mehreren regionalen Huiguan (Versammlungshäuser) – dem „Guangdong Gongsuo“ (廣東公所 / 广东公所,  Guǎngdōng Gōngsuǒ) – benannt nach der Provinz Guangdong, dem „Qi'an Gongsuo“ (齊安公所 / 齐安公所,  Qí’ān Gōngsuǒ) – benannt nach einem alten Namen der Stadt Huanggang in der Provinz Hubei – und dem „Yu Wang Gong“ (禹王宮 / 禹王宫,  Yǔ Wáng Gōng) bzw. „Yu Wang Miao“ (禹王廟 / 禹王庙,  Yǔ Wáng Miào) – einem großen Tempel.
Alle drei Teil-Huiguan sind als Vier-Seiten-Höfe (Siheyuan) konzipiert. Es wurden alle traditionellen Baumethoden angewendet und der Hanglage angepasst. Dabei kam es zu einer intensiven Verquickung lokaler und auswärtiger Stilelemente. Man kann verschiedene traditionelle Dachformen, Pavillons, Terrassen, mehrstöckige Gebäude, Mansarden, Hallen, Wandelgänge und vielgestaltige Brandschutzwände beobachten.
In den Huiguan befanden sich Arbeits-, Wohn- und Versammlungsräume, Tempel, Theaterbühnen und Teehäuser.

## Heutige Nutzung
Mit der heutigen, vorwiegend musealen Nutzung soll den Besuchern die Geschichte und Kultur der Huiguan vermittelt werden. Neben der Architektur können die Besucher die Aufführungen lokaler Opern, z. B. das Sichuan-Oper (川劇 / 川剧,  chuānjù), genießen. Ein Museum gibt einen Einblick in die Geschichte der Migrationsbewegungen und das Leben der Migranten. Außerdem werden traditionelle Handwerksprodukte und Kunsterzeugnisse zum Kauf angeboten.